# José María Fernández Cabello
José María Fernández Cabello (19 de marzo de 1894-Gijón, 13 de septiembre de 1946) fue un militar español. En 1931 se incorporó como secretario a la Junta Directiva del Atlético de Madrid, siendo elegido presidente en 1936, al presentar la dimisión José Luis del Valle, tras descender el club a Segunda División al finalizar aquella temporada.
El estallido de la guerra civil española unas semanas más tarde imposibilitó cualquier tipo de actuación por su parte. Finalizada la contienda, y siendo ya Fernández Cabello teniente coronel, se produjo casi inmediatamente la fusión con el Aviación Nacional, con lo que al iniciarse la temporada 1939/40 el presidente del club ya era Francisco Vives.
Con todo, Fernández Cabello no se desvincularía del fútbol, y pocos años más tarde sería elegido vicepresidente de la directiva de la Federación Castellana.